# Social Distortion
Social Distortion (деколи Social D чи SxDx) — американський панк-рок-гурт, створений у 1978 році в Фуллертоні, Каліфорнія. До складу гурту входять вокаліст/гітарист Майк Несс, гітарист Джонні Вікершем, басист Брент Хардінг та ударник Девід Хідальго, мл.
В 1985 році Social Distortion тимчасово завершила існування в зв'язку з наркозалежністю та проблемами з законом Майка Несса, який в результаті провів близько двох років в різних реабілітаційних центрах. Проте, в 1986 році він знову зібрав Social D та продовжує активну студійну та концертну діяльність до сьогодні, попри смерть від церебральної аневризми гітариста Деніса Денелла, який був другим після Несса ключовим музикантом. Після його смерті в 2000 році, кілька разів мінявся склад гурту. Єдиним постійним учасником залишається засновник та фронтмен Майк Несс.
На даний момент, Social Distortion випустили сім повноцінних студійних альбомів, дві збірки, один концертний альбом та два DVD.
8 січня 2011 року світ побачив новий альбом Social Distortion Hard Times and Nursery Rhymes.

## Історія гурту

### Ранні роки (1978—1982)
Social Distortion був утворений наприкінці 1978 року в Фуллертоні, Каліфорнія, Майком Нессом, натхненним британською панк-сценою та більш ранніми гуртами, такими як The Rolling Stones. В перший склад гурту входили Несс на лід-гітарі, брати Рік та Френк Егню на гітарах та ударник Кейсі Роєр. Несс познайомився з Денісом Денеллом, який був на рік старший та вчився в тій же середній школі, та почав вмовляти його приєднатись до гурту як бас-гітариста, хоча Денелл не грав до цього на інструментах. Після того, як Денелл приєднався до гурту, її покинули Роєр та брати Егню для того, щоб створити власний гурт Adolescents. З цього моменту Майк та Деніс залишались єдиними постійними учасниками аж до 2000 року, а басисти та ударники змінювались раз в декілька років.
В 1981 році світ побачив перший сингл «Mainliner»/«Playpen», на якому Несс співав та грав на гітарі, Денніс на бас-гітарі та Джон «Carrot» Стівенсон на ударних. Випуском синглу зайнявся місцевий лейбл Posh Boy, який випустив перші сингли та альбоми багатьох панк-гуртів з Оранж Каунті.
В цьому ж році виходить нині культовий збірник Hell Comes To Your House, на якому дві пісні Social D «Lude Boy» (ніде більше не виходила та стала колекційною рідкістю) та «Telling Them» поряд з піснями піонерів дет-року Christian Death, 45 Grave та Super Heroines, а також альт. рокерів Red Kross, інші ж залишились відомими лише на локальному рівні.
В 1982 році на лейблі 13th Floor Records гурт випустив другий сингл «1945», з кавер-версією пісні Rolling Stoune «Under My Thumb» та «Playpen» як бі-сайди.
Пізніше, в 1982 році, гурт, що складався з Несса, Денелла (який тепер грав на ритм-гітаре), басиста Брента Лайлса та ударника Дерека О'Браєна, вирушили в перший національний тур разом з дружнім панк-гуртом Youth Brigade. Цей тур було знято для документального фільму Another State of Mind, щоне виходив до 1984 року.
В цей же час, діджей лос-анджелеської радіостанції KROQ-FM Родні Бінгенхеймер, відповідальний за розкрутку панк-року на початку 80-х, проникся симпатією до Social Distortion, та включив пісню «1945» в свій збірник 1983 року Blood on the ROQ, разом з такими гуртами, як Circle Jerks та Black Flag, та в збірник 1989 року The Best Of Rodney On The ROQ.

### Mommy's Little Monsterта перша перерва (1983—1985)
Після закінчення туру Another State of Mind 1982 року, гурт приступив до запису свого дебютного альбому. Альбом, отримав назву Mommy's Little Monster був записаний 24 грудня 1982 року та вийшов 1983 року на власному лейблі гурту 13th Floor Records. В альбом увійшли 9 пісень: агресивна «The Creeps», названа в честь турне «Another State of Mind», «It Wasn't a Pretty Picture» про нелегке життя в жорстокому сучасному світі, нігілістичні, розповідаючі про підлітковий бунт «Telling Them», «Mommy's Little Monster» та «All the Answers», «Hour of Darkness» про руйнуючу силу наркотиків, «Anti-Fashion» про протест суспільству споживачів та слідуванню моді, та закінчуюча альбом п'ятихвилинна «Moral Threat», в якій йдеться про ксенофобії по відношенню до панків. З цим альбомом гурт добився національної популярності в панк-товаристві.
В 1984 році вийшов документальний фільм Другое состояние разума, який був написаний, зпродюсований та знятий Пітером Стюартом та Адамом Смоллом (одним з творців скетч-шоу MADtv).
В своєму коментарі до DVD, Несс заявляв, що йому нема куди рухатись після його повернення в Каліфорнію після закінчення туру. Він детально розкритикував, як нерозсудливо занурюватись в залежність від важких наркотиків та тижнями знаходитись під дією героїну.
В 1983 році, Лайлс та О'Браєн покинули гурт в середині концерту напередодні нового року, та були замінені Джоном Маурером та Бобом Стаббсом. Маурер знав Несса ще по фуллертонській школі. Однак, Стаббс пробув зовсім недовго та його замінив Крістофер Ріс.
Наркотична залежність Несса продовжувалась з 1984 по 1985 рік, в той час, як гурт дедалі більше ставала популярною з Another State of Mind, показанною на MTV, та виступаючи в Каліфорнії та Аризоні. Через дедалі більшу залежність Несса та проблеми з законом, в 1985 році Social Distortion вирішили взяти відпустку. Весь наступний рік Несс провів в різних реабілітаційних центрах та отримав декілька строків в тюрмі.

## Склад гурту
- Майк Несс — вокал, гітара (з 1978)
- Джоні «2 Bags» Вікершем — гітара (з 2000)
- Брент Хардінг — бас-гітара (з 2004)
- Девід Хідальго, мл. — ударні, перкусія (з 2010)

## Дискографія
- Mommy's Little Monster (1983)
- Prison Bound (1988)
- Social Distortion (1990)
- Somewhere Between Heaven and Hell (1992)
- White Light, White Heat, White Trash (1996)
- Sex, Love and Rock 'n' Roll (2004)
- Hard Times and Nursery Rhymes (2011)